# Nintendo DSi XL
Nintendo DSi XL, anomenat al Japó Nintendo DSi LL (ニンテンドーDSi LL, Nintendō Dī Esu Ai Eru Eru), és una videoconsola portàtil fabricada per Nintendo. És la quarta revisió de la videoconsola Nintendo DS. Fou anunciada el 29 d'octubre del 2009 i llançada al Japó el 21 de novembre del 2009, en els Països Catalans el 5 de març del 2010, a Amèrica del Nord el 28 de març del 2010 i a Australàsia el 15 d'abril del 2010.
La Nintendo DSi XL està dirigida a un mercat adult, amb problemes de visió, ajudant a veure més bé la pantalla. La consola no està pensada per ser continuada per la Nintendo DSi, sinó per complementar-la i existir conjuntament amb l'altra en el mercat, a més de seguir mantenint la competència amb la PlayStation Portable (PSP) de Sony.
Nintendo DSi XL té totes les funcions de DSi: càmeres de fotos, editor d'imatges i so, gravadora i reproductor de sons, la possibilitat de descarregar videojocs directament a la consola des de la botiga Nintendo DSi i també inclou el navegador web Nintendo DSi Browser per a navegar a Internet a través de la Nintendo Wi-Fi Connection.